# Alexandru Bourceanu
Alexandru Bourceanu (* 24. April 1985 in Galați) ist ein rumänischer ehemaliger Fußballspieler.

## Karriere

### Verein
Die Karriere von Alexandru Bourceanu begann in seiner Heimatstadt Galați bei Dunărea Galați, wo er in der Saison 2004/05 in die erste Mannschaft aufrückte, die seinerzeit in der zweithöchsten rumänischen Spielklasse, der Divizia B (heute Liga II), vertreten war. Ab der Spielzeit 2005/06 wurde er bei Dunărea zum Stammspieler, konnte aber den Abstieg im Jahr 2008 nicht verhindern. Durch die Leistungen in dieser Saison rückte er aber ins Blickfeld der Mannschaften aus der Liga 1, wo er sich dem Lokalrivalen Oțelul Galați anschloss. Am 27. Juni 2008 kam er zu seinem ersten Einsatz in der höchsten rumänischen Spielklasse.
Nach einem Jahr bekam Bourceanu die Gelegenheit, zu seinem der rumänischen Spitzenklubs zu wechseln, als ihn der amtierende Vizemeister FC Timișoara unter Vertrag nahm. Auch hier gelang ihm sofort der Sprung zur Stammkraft. In der Saison 2010/11 wurde er mit seinem neuen Klub hinter Oțelul Galați Vizemeister. Timișoara erhielt jedoch keine Zulassung für die Spielzeit 2011/12 und musste in die Liga II absteigen. Bourceanu schloss sich daraufhin Rekordmeister Steaua Bukarest an. Er trug wesentlich zur Meisterschaft 2013 und darauffolgenden Supercup-Sieg (2013) von Steaua als Mannschaftskapitän bei. Damit gewann Bourceanu dort seinen ersten Titel.
Im Februar 2014 wechselte der 28-jährige Mittelfeldspieler zu Trabzonspor und unterschrieb für die nächsten Dreieinhalbjahre bei ihnen. Am Saisonende wurde er an seinen vorherigen Verein Steaua Bukarest ausgeliehen. Im Sommer 2015 kehrte er zu Trabzonspor zurück und spielte für die Reservemannschaft. Im Oktober 2015 verließ er Trabzonspor nach gegenseitigem Einvernehmen. Seit Anfang 2016 steht er wieder bei Steaua unter Vertrag. Anfang 2017 verpflichtete ihn der russische Erstligist Arsenal Tula.

### Nationalmannschaft
Bourceanu bestritt bislang 27 Spiele für die rumänische Fußballnationalmannschaft. Er debütierte am 11. Februar 2009 im Freundschaftsspiel gegen Kroatien, als er in der 71. Minute für Paul Codrea eingewechselt wurde. Nach über zwei Jahren Pause kehrte er im Juni 2011 beim EM-Qualifikationsspiel gegen Bosnien-Herzegowina in die nationale Auswahl zurück. Seitdem gehört er zum Stamm des Aufgebots von Nationaltrainer Victor Pițurcă an.

## Erfolge
- Steaua Bukarest
  - Rumänischer Meister: 2013, 2015
  - Rumänischer Supercup-Sieger: 2013
  - Rumänischer Pokalsieger: 2015